# Torneo Continental de fútbol playa
El Torneo Continental de fútbol playa es un torneo de fútbol playa en que se invita a los mejores seleccionados de fútbol playa de Asia a participar. La primera edición se realizó en el verano de 2016 en Ordos, China.

## Palmarés
| Año  | Sede  | Campeón | Final Resultado | Subcampeón | Tercer lugar | Resultado | Cuarto lugar |
| ---- | ----- | ------- | --------------- | ---------- | ------------ | --------- | ------------ |
| 2016 | Ordos | Irán    | 6:3             | Omán       | Japón        | 8:4       | Vietnam      |

## Títulos por país
| Equipo  | Campeón  | Subcampeón | Tercer lugar | Cuarto lugar |
| ------- | -------- | ---------- | ------------ | ------------ |
| Irán    | 1 (2016) | 0          | 0            | 0            |
| Omán    | 0        | 1 (2016)   | 0            | 0            |
| Japón   | 0        | 0          | 1 (2016)     | 0            |
| Vietnam | 0        | 0          | 0            | 1 (2016)     |